# Plectranthias jothyi
Plectranthias jothyi is een straalvinnige vissensoort uit de familie van zaag- of zeebaarzen (Serranidae). De wetenschappelijke naam van de soort werd voor het eerst geldig gepubliceerd in 1996 door John Ernest Randall.